# ZebeMusic

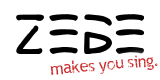
Verlags-Logo

ZebeMusic ist ein deutscher Musikverlag mit Schwerpunkt in populärer Chormusik.

## Geschichte
Seit 1993 veröffentlicht der Verlag Noten und CDs im Bereich Gospel, Musical und Vocal Jazz.
Das Unternehmen wurde von Stephan Zebe in Hamburg gegründet und hat seit dem Jahr 2000 seinen Firmensitz in Berlin.
Wichtige Ausgaben sind die "Ultimate Gospel Choir Books", erschienen in vier Bänden und die Musicals des Autorenteams Andreas Mücksch und Barbara Schatz mit 6 großen Werken.
Weitere Komponisten bei ZebeMusic sind Christoph Schoepsdau, Cornelia Trommer, Holger Hantke, Johannes Staemmler, Henrike Thies-Gebauer, Sebastian Zebe, Matthias Nagel, Niko Schlenker, Stefan Hanke, Christian Scheel und Musiker wie Johannes Schaedlich, James Smith, Deborah Woodson, Jeanine du Plessis, Lisa Shaw, Holger Nesweda und Buki Domingos.
ZebeMusic präsentiert seine Autoren und Künstler unter anderem auf dem Deutschen Evangelischen Kirchentag, Ökumenischen Kirchentag 2010, bei der Lange Nacht der Kirchen, dem Karneval der Kulturen, der chor.com, dem Deutschen Chorfest und dem Katholikentag.

## Beteiligungen
Marken von Zebe Publishing sind:
- ZebeMusic
- ZebeDistribution
- [sti:zi:]music